# Èbares (servidor)
Èbares (en grec antic Οἰβάρης) era un servidor de Darios I el Gran.
Segons Heròdot els sets nobles perses que van matar a Smerdis de Pèrsia, van decidir nomenar rei a un d'ells, van muntar junts a cavall a la sortida del sol i van acordar que el primer que el seu cavall fes un renill nomenarien rei. Mitjançant un estratagema el fidel criat va aconseguir assegurar el tron per al seu amo.